# Lavandula angustifolia
Lavandula angustifolia é uma espécie de planta da família Lamiaceae  e do gênero Lavandula, conhecida popularmente como lavanda ou alfazema.
A lavanda é uma espécie nativa do continente europeu, ocorrendo em Portugal, no nordeste da Espanha, no norte da Itália e no sul da França.
A lavanda é uma das espécies medicinais mais usadas e possui ampla aplicação em perfumes e cosméticos. Essa espécie pode ser propagada sexualmente e assexualmente. Entretanto a reprodução via sementes é geralmente lenta e as plantas apresentam grande variação na taxa de crescimento e composição do óleo essencial. Portanto, a propagação vegetativa é a mais eficiente para produzir um grande número de indivíduos uniformes a partir de um genótipo de interesse.